# Помаяг
Помая́г (рос. Помаяг) — присілок в Глазовському районі Удмуртії, Росія.

## Населення
Населення — 19 осіб (2010; 36 в 2002).
Національний склад станом на 2002 рік:
- удмурти — 81 %

## Урбаноніми[3]
- вулиці — Кирлудська, Помаяговська